# Referendum o zakonu o RTV Slovenija (2005)
Naknadni zakonodajni referendum o Zakonu o Radioteleviziji Slovenija (ZRTVS-1) je bil izveden 25. septembra 2005. Na referendumu je bil zakon odobren z 50,30 % volilcev, proti pa jih je glasovalo 48,92 %. Referenduma se je udeležilo 504.925 volilcev.
Nov zakon o RTV je povečal vpliv politike na RTV, saj je po novem večino svetnikov imenoval državni zbor, medtem ko jih je poprej izbirala civilna družba. K sprejetju zakona je pripomoglo zagotovilo vlade, da bodo v primeru sprejetja prispevki za RTV nižji.

## Ozadje
Predlog za zakon o RTV Slovenija je ministrstvo za kulturo javno objavilo 1. aprila 2005. Prenovljen zakon o RTV bi povečal vpliv državnega zbora nad RTV; medtem ko so poprej programski svet sestavljali predvsem predstavniki civilne družbe, bi pod določili novega zakona državni zbor imenoval 21 od 29 svetnikov. Nov zakon bi prav tako ukinil samodejno usklajevanje višine RTV prispevka z inflacijo, uvedel nov (tretji) parlamentarni program RTV in zaposljenim omogočil sodelovanje pri poslovnih odločitvah RTV prek sveta delavcev (ustavno sodišče je do tedaj veljavni zakon o RTV prepoznalo za neustavnega, saj zaposljenim slednjega ni omogočal).
Razprava
Po besedah poslanca SDS Branka Grimsa, ki je zakon pomagal pripraviti, je sporne določbe ob predlogu zakona utemeljil z besedami, da je »oblast dolžna poseči v medijski prostor, če oceni, da je to potrebno storiti za zagotovitev celovite informiranosti državljanov«. Grims je tedaj tudi povedal, da je obstoječi zakon v neskladju z ustavo, medtem ko novi upošteva pravico delavcev do sodelovanja pri upravljanju RTV. Nov zakon o RTV naj bi privedel do znižanja naročnine za RTV. Zakon je predvideval tudi vzpostavitev tretjega programa RTV, ki bi poročala o državnem zboru.
Zakonodajni postopek
Zakon je bil v državnem zboru po burni razpravi sprejet 22. junija 2005. Manj kot teden po sprejetju zakona sta stranki LDS in SD zbrali potrebnih 30 podpisov za vložitev referendumske presoje, a ta ni bila nemudoma vložena čakajoč na odločitev državnega sveta o vetu zakona. Državni svet je veto sprejel 29. junija, ker da DZ ni upošteval pripomb DS na zakon. Vlada in pristojni odbor DZ sta se odločila spregledati veto DS; zakon je bil 15. julija nato ponovno potrjen v DZ, istega dne pa je zato 31 poslancev iz strank LDS in SD vložilo zahtevo za razpis naknadnega zakonodajnega referenduma o zakonu. Datum referenduma je bil določen za 25. september.

## Referendumska kampanja
Podporo zakonu je izrekla komisija za pravičnost in mir Slovenske škofovske konference (SŠK), stališče pa med drugim utemeljili z besedami: »[...] Številna javna glasila so kadrovsko in vsebinsko ostala na ravni preteklega režima, ki je bil ideološko nestrpen in je izključeval vse, ki se niso z njim strinjali, tudi Cerkev in verne. [...] Katoliška Cerkev, ki je veljala v preteklem komunističnem režimu za najhujšega notranjega sovražnika, je bila tudi pod vlado strank, ki danes nasprotujeta novemu zakonu o RTV, zaradi političnih ali ekonomskih razlogov predmet zasmehovanja, nestrpnosti in ostrega ideološkega nasprotovanja. [...] Nacionalna televizija in radio o Cerkvi dostikrat ne poročata dovolj profesionalno ali pa celo izrazito pristransko.« Nov zakon naj bi po mnenju SŠK odpravil pristranskost in izključevalnost javnih medijev, pripomogel pa tudi k bolj racionalni rabi finančnih sredstev.

## Referendum in rezultati
Referendum je bil izveden 25. septembra 2005. Referenduma se je udeležilo 504.925 (30,71 %) volilcev, oddanih pa 504,851 glasovnic. Za sprejetje zakona je glasovalo 50,30 % (253.931) volilcev, proti pa 48,92 % (246.960) volilcev. Neveljavnih je bilo 0,78 % (3.960) oddanih glasovnic.
Ob referendumu je bilo prijavljenih 75 kršitev referendumskega molka. Prijavljene kršitve so se najpogosteje dogajale na radiu, televiziji in časopisih, vključevale pa so tudi plakate in propagandno gradivo v poštnih nabiralnikih.

## Kasnejše dogajanje
20. oktobra 2010 je bil sprejet nov zakon o RTV, ki bi spremenil status zavoda v pravno osebo javnega prava, med drugim pa bi po novem zagotavljal tudi vsebine za pripadnike narodnih skupnosti republik nekdanje Jugoslavije. Zaradi omenjenih določil so poslanci SDS, SNS skupaj z enim poslancem SD vložili zahtevo za referendumsko presojo zakona. Zakonske spremembe so nato volivci na referendumu decembra 2010 zavrnili z 72,64 % glasov proti. Volilna udeležba je bila 14,63 %.
Maja 2022 je vodstvo RTV ustanovitelja RTV pozval k uskladitvi višine RTV prispevka z inflacijo, saj da prihodki RTV že od leta 2017 ne zadoščajo za izvajanje zakonsko opredeljene dejanovsti RTV.